# Condado de New Castle
El condado de New Castle es el más septentrional de los tres condados del estado de Delaware, en los Estados Unidos. A partir de 2000 su población era de 500 265. La sede de condado está en Wilmington. El centro de la población de Delaware se encuentra en el condado de New Castle, en la ciudad de Townsed. Es el condado más próspero del estado de Delaware. Este condado es parte de la zona del valle de Delaware.

## Geografía
De acuerdo con la Oficina del Censo de los Estados Unidos, el condado tiene una superficie total es 1278 km² y 1104 km² es de la tierra, 174 km² de él (13,62 %) es agua.

### Condados adyacentes
- Chester, Pensilvania
- Delaware, Pensilvania
- Gloucester , Nueva Jersey
- Salem, Nueva Jersey
- Kent, Delaware
- Kent, Maryland
- Cecil, Maryland

## Demografía
Según el censo de 2000, había 500 265 personas, 188. 935 hogares y 127 153 familias residiendo en la localidad. La densidad de población era de 453 hab./km². Había 199 521 viviendas con una densidad media de 181 viviendas/km². El 73,12 % de los habitantes eran blancos, el 20,22 % afroamericanos, el 0,20 % amerindios, el 2,59 % asiáticos, el 0,03 % isleños del Pacífico, el 2,22 % de otras razas y el 1,62 % pertenecía a dos o más razas. El 5,26 % de la población eran hispanos o latinos de cualquier raza.
Los ingresos medios por hogar en la localidad eran de $52 419 y los ingresos medios por familia eran $62 144. Los hombres tenían unos ingresos medios de $42 541 frente a los $31 829 para las mujeres. La renta per cápita para el condado era de $25 413. Alrededor del 8.40 % de la población estaban por debajo del umbral de pobreza.

## Localidades

### Ciudades, pueblos y villas
- Arden
- Ardencroft
- Ardentown
- Bellefonte
- Clayton (parte de Clayton está en el condado de Kent)
- Delaware City
- Elsmere
- Middletown
- New Castle
- Newark
- Newport
- Odessa
- Smyrna (parte de Smyrna está en el condado de Kent)
- Townsend
- Wilmington

### Lugares designados por el censo
- Bear
- Brookside
- Claymont
- Edgemoor
- Glasgow
- Greenville
- Hockessin
- North Star
- Pike Creek
- Pike Creek Valley
- Wilmington Manor

### Áreas no incorporadas
- Collins Park
- Christiana
- Holly Oak
- Marshallton
- Minquadale
- Montchanin
- Ogletown
- Rockland
- St. Georges
- Stanton
- Winterthur
- Winterset Farms (parte de Winterset Farms está en Pensilvania)